# Niccolò Orlandini
Niccolò Orlandini (Florencia, 10 de abril de 1553, Roma, 17 de mayo de 1606) fue un jesuita, escritor e historiador italiano.

## Vida
Menos la retórica, tuvo toda su formación en la Compañía de Jesús, sobre todo en el Collegio Romano. Enseñó (1577-1580) retórica en Nápoles y en el Collegio Romano, donde curs6 (1580-1584) la teología. Enviado (1584-1589) al noviciado de San Andrés del Quirinal de Roma, enseñó a los escolares y preparó las cartas anuales para su publicación. Fue confesor y rector (1590) en Nola antes de trasladarse a Nápoles como rector (1591) y maestro (1593) de novicios por seis años. Volvió a San Andrés (1599) para ocuparse en la historia de la Compañía de Jesús. Siempre aquejado de mala salud, se retiró a la enfermería del Collegio Romano hacia 1603 o 1604.
Después de haber escrito o preparado las Cartas Anuas de 1583, 1584 y 1585 para su publicación, comenzó su gran obra, Historiae Societatis Iesu prima pars, que abarcaba año por año la vida del fundador Ignacio de Loyola. Con el apoyo del P. General Claudio Acquaviva, consiguió que muchos jesuitas de edad avanzada escribiesen sus recuerdos de la incipiente Compañía de Jesús. El Chronicon de Juan Alfonso de Polanco fue, con todo, su fuente más importante. Como historiador, Orlandini es concienzudo y objetivo. Sus principales colaboradores fueron Mikołaj Łęczycki (Lancicius) y Francesco Sacchini, quien más tarde continuó y publicó la obra de Orlandini. También escribió Orlandini una vida de Pedro Fabro y un comentario sobre las reglas de la Compañía de Jesús.

## Obras
- Historiae Societatis lesu prima pars (Roma, 1614).
- Vita Petri Fabri qui primus fuit sociorum B. Ignatii Loiolae Societatis Iesu (Lyon, 1617).
- Tractatus seu Commentarii in Summarium Constitutionum et in regulas communes (Roehampton, 1876).